# Maubert – Mutualité (stanice metra v Paříži)
Maubert – Mutualité je nepřestupní stanice pařížského metra na lince 10 v 5. obvodu v Paříži. Nachází se pod Boulevardem Saint-Germain, kde vede linka 10, a pod náměstím Place Maubert.

## Historie
Stanice byla otevřena 15. února 1930 při prodloužení linky ze stanice Odéon do Place d'Italie (dnes na lince 7).

## Název
Jméno stanice je tvořeno dvěma částmi. Maubert pochází od náměstí Place Maubert, jehož jméno vzniklo zkomolením osobního jména Aubert nebo Albert. Mutualité (česky vzájemnost, vzájemná pomoc) je odvozeno od budovy Maison de la Mutualité (Dům vzájemnosti), společenského domu z roku 1930 postaveného ve stylu art deco, který stojí u stanice.